# Marcel van der Westen
Marcel Johannes van der Westen (* 1. August 1976 in Laren) ist ein ehemaliger niederländischer Hürdenläufer, der sich auf den 110-Meter-Hürdenlauf spezialisiert hat. Seinen größten Erfolg feierte er mit dem Vizehalleneuropameistertitel über 60 m Hürden 2007 in Birmingham.

## Sportliche Laufbahn
Erste internationale Erfahrungen sammelte Marcel van der Westen im Jahr 2001, als er bei der Sommer-Universiade in Peking mit 13,99 s im Halbfinale über 110 m Hürden ausschied. Im Jahr darauf schied er bei den Halleneuropameisterschaften in Wien mit 7,85 s im Halbfinale im 60-Meter-Hürdenlauf aus und 2003 kam er bei den Halleneuropameisterschaften in Birmingham mit 7,83 s nicht über die Vorrunde hinaus, wie auch bei den Hallenweltmeisterschaften 2004 in Budapest mit 7,83 s. Im Jahr darauf schied er bei den Halleneuropameisterschaften in Madrid mit 7,87 s im Vorlauf aus und im August schied er bei den Weltmeisterschaften in Helsinki mit 13,63 s im Semifinale über 110 m Hürden aus. 2006 schied er bei den Hallenweltmeisterschaften in Moskau mit 7,80 s im Halbfinale über 60 m Hürden aus und im August kam er bei den Europameisterschaften in Göteborg mit 13,73 s nicht über die Vorrunde über 110 m Hürden hinaus. Im Jahr darauf gewann er bei den Halleneuropameisterschaften in Birmingham in 7,64 s die Silbermedaille über 60 m Hürden hinter seinem Landsmann Gregory Sedoc und 2008 schied er bei den Olympischen Sommerspielen in Peking mit 13,45 s im Semifinale aus. Anschließend belegte er beim IAAF World Athletics Final in Stuttgart in 13,57 s den fünften Platz über 110 m Hürden. 2010 klassierte er sich bei den Europameisterschaften in Barcelona in 13,58 s auf dem siebten Platz und 2012 beendete er seine aktive sportliche Karriere im Alter von 36 Jahren.
In den Jahren 2001, 2004 und 2006 sowie 2008, 2010 und 2011 wurde van der Westen niederländischer Meister im 110-Meter-Hürdenlauf. Zudem wurde er 2001 und 2002 sowie 2005 und 2008 Hallenmeister über 60 m Hürden.

## Persönliche Bestleistungen
- 110 m Hürden: 13,35 s (+0,4 m/s), 6. Juni 2008 in Kassel
  - 60 m Hürden (Halle): 7,62 s, 2. März 2007 in Birmingham